# Liste der Baudenkmäler in Nüdlingen
Auf dieser Seite sind die Baudenkmäler in der unterfränkischen Gemeinde Nüdlingen zusammengestellt. Diese Tabelle ist eine Teilliste der Liste der Baudenkmäler in Bayern. Grundlage ist die Bayerische Denkmalliste, die auf Basis des Bayerischen Denkmalschutzgesetzes vom 1. Oktober 1973 erstmals erstellt wurde und seither durch das Bayerische Landesamt für Denkmalpflege geführt wird. Die folgenden Angaben ersetzen nicht die rechtsverbindliche Auskunft der Denkmalschutzbehörde.
 Diese Liste gibt den Fortschreibungsstand vom 10. August 2013 wieder und enthält 41 Baudenkmäler.

## Baudenkmäler nach Ortsteilen

### Nüdlingen
| Lage                                                                    | Objekt                                                     | Beschreibung | Akten-Nr.     | Bild           |
| ----------------------------------------------------------------------- | ---------------------------------------------------------- | --- | ------------- | -------------- |
| Aschacher Weg; Bünd (Standort)                                          | Kreuzdachbildstock                                         | Reliefaufsatz mit Heiligem Sebastian, Heiligem Petrus, Heiligem Kilian und dem Gekreuzigten, auf Rundsäule über Tischsockel aus Gussstein, Sandstein, bezeichnet „1595“ | D-6-72-136-27 | BW             |
| Bundesstraße 287 (Standort)                                             | Soldatengräber für zwei gefallene Preußen und einen Bayern | Kleeblattkreuz aus Gusseisen mit Inschrift, auf Sandsteinsockel, nach 1866 | D-6-72-136-41 | BW             |
| Haardstraße (Standort)                                                  | Wegkreuz                                                   | Kruzifix auf Sandsteinpostament mit Inschrift, Corpus erneuert, Gussstein, bezeichnet „1834“ | D-6-72-136-1  | BW             |
| Hennebergerstraße (Standort)                                            | Kreuzdachbildstock                                         | Reliefaufsatz mit Darstellungen des Heiligen Petrus, einer Figur mit Stab und eines Bischofes, sowie einer leeren Bildnische, Sandstein, auf erneuerter Gusssteinsäule, bezeichnet „1612“ | D-6-72-136-3  | weitere Bilder |
| Hennebergerstraße 1 (Standort)                                          | Ehemaliges Wohnstallhaus                                   | Zweigeschossiger Satteldachbau in Ecklage, mit massivem Erdgeschoss, 19. Jahrhundert und Fachwerkobergeschoss, 17./18. Jahrhundert | D-6-72-136-2  | weitere Bilder |
| Hennebergerstraße 10 (Standort)                                         | Ehemaliges Wohnstallhaus                                   | Eingeschossiger Fachwerkbau mit Satteldach und hoher massiver Sockelzone, an der Nordseite mit hölzernem Relief der Marienkrönung in neugotischem Hausschrein, 19. Jahrhundert, 17./18. Jahrhundert | D-6-72-136-4  | BW             |
| Heßgraben (Standort)                                                    | Wegkreuz                                                   | Kruzifix auf Tischsockel mit abgeschrägter Platte und Inschrift, Corpus erneuert, Kunststein, Kreuz und Postament aus Sandstein, bezeichnet „1830“ | D-6-72-136-5  | BW             |
| Heßgraben (Standort)                                                    | Bildstock                                                  | Aufsatz mit Bronzerelief einer Pietà und Bekrönungskreuz, auf abgefastem Vierkantschaft, Sandstein, bezeichnet „1864“ | D-6-72-136-13 | BW             |
| Hohlweg (Standort)                                                      | Kreuzdachbildstock                                         | Reliefaufsatz mit Darstellungen von Kreuzigung und Heiligenfiguren, auf abgefastem Vierkantschaft, Sandstein, bezeichnet „1618“ | D-6-72-136-30 | BW             |
| Josef-Willmann-Straße (Standort)                                        | Wegkapelle                                                 | Kleiner Massivbau mit Satteldach und Rundbogenzugang, mit Bekrönungskreuz aus Sandstein, neugotisch, zweite Hälfte 19. Jahrhundert | D-6-72-136-6  | BW             |
| Kissinger Straße 1 (Standort)                                           | Rathaus                                                    | Zweigeschossiger Satteldachbau mit südlichem Dachreiter und westlichem Anbau, in Formen des Heimatstils, mit Winzerfigur, von A. Probst, 1939 | D-6-72-136-40 | weitere Bilder |
| Kissinger Straße 10 (Standort)                                          | Wohnhaus                                                   | Eingeschossiges Fachwerkbau mit Satteldach, 18. Jahrhundert | D-6-72-136-7  | weitere Bilder |
| Kissinger Straße 15 (Standort)                                          | Pfarrhaus                                                  | Zweigeschossiger, giebelständiger Fachwerkbau mit massiver Sockelzone und Halbwalmdach, 17. Jahrhundert, an der Nordseite Figur des Schmerzensmannes in neugotischem Hausaltärchen, Sandstein, wohl 19. Jahrhundert | D-6-72-136-8  | weitere Bilder |
| Kissinger Straße 28 (Standort)                                          | Wohnhaus                                                   | Eingeschossiger, giebelständiger Satteldachbau, verputztes Fachwerk, 18. Jahrhundert | D-6-72-136-9  | BW             |
| Kissinger Straße 35 (Standort)                                          | Wohnhaus                                                   | Eingeschossiger, giebelständiger Satteldachbau mit hoher Sockelzone und massivem Erdgeschoss sowie Zierfachwerk im Giebel, Ende 18. Jahrhundert | D-6-72-136-10 | BW             |
| Mühlgasse 28 (Standort)                                                 | Prozessionsaltar                                           | Relieftafel mit Monstranz, flankiert von zwei adorierenden Engeln, darüber neugotischer Aufsatz mit Wimpergen und Fialen, auf blockartigem Sockel mit Inschrift und Lisenenschmuck, Sandstein, zweite Hälfte 19. Jahrhundert | D-6-72-136-12 | BW             |
| Mühlweg (Standort)                                                      | Wegnkreuz                                                  | Kruzifix auf Tischsockel mit Inschriftenkartusche, Sandstein, bezeichnet „1818“ | D-6-72-136-11 | BW             |
| Münnerstädter Straße 6 (Standort)                                       | Ehemalige Schule, jetzt Heimatmuseum                       | Zweigeschossiger Satteldachhaus mit hoher Sockelzone, massivem Unterbau und Fachwerkobergeschoss, 1794, über älterem Kern, mit südlichem, eingeschossigen Satteldachanbau und westlich daran angrenzendem ehem. Torturm der bis 1600 bestehenden Dorfburg, Turm mit Fachwerkobergeschossen, Satteldach und Glockenreiter, im Kern 13. Jahrhundert | D-6-72-136-14 | weitere Bilder |
| Münnerstädter Straße 7 (Standort)                                       | Ehemaliger Gasthof                                         | Zweigeschossiger Halbwalmbau mit massivem Erdgeschoss und Fachwerkobergeschoss, verputzt, mit schmiedeeisernem Wirtshausausleger, bezeichnet „1800“ | D-6-72-136-15 | weitere Bilder |
| Nähe Haardstraße (Standort)                                             | Bildstock                                                  | Aufsatz mit Giebeldach, in Figurennische Kreuzigungsrelief, mit Inschrift, Gussstein, 20. Jahrhundert, auf Rundsäule mit Würfelkapitell, Muschelkalk, 17. Jahrhundert | D-6-72-136-28 | BW             |
| Oberweg 1 (Standort)                                                    | Friedhofskreuz                                             | Kruzifix auf Postament mit seitlichen Voluten und Inschriftenkartusche, Sandstein, zweite Hälfte 19. Jahrhundert Kriegerdenkmal, für die Gefallenen von 1866, felsenartig aufgetürmerter Kunststein mit Inschriftenfeld und Kreuzbekrönung, 1921                                                                                                  | D-6-72-136-18 | BW             |
| Oberweg 1; Wurmerich (Standort)                                         | Friedhofskapelle St. Sebastian                             | Saalbau mit eingezogenem Chor, Satteldach und östlichem Dachreiter, im Kern romanisch, 1691 weitreichend umgebaut; mit Ausstattung; auf der Nordseite Madonnenskulptur, Sandstein, von Ferdinand Hümmler, um 1800 | D-6-72-136-17 | BW             |
| Oberweg 1; Wurmerich, auf der Nordseite der Friedhofskapelle (Standort) | Madonnenskulptur                                           | Sandstein, von Ferdinand Hümmler, um 1800 | D-6-72-136-17 | BW             |
| Raiffeisenstraße 9 (Standort)                                           | Wohnhaus                                                   | Zweigeschossiger Satteldachbau mit massivem Erdgeschoss und Fachwerkobergeschoss, Giebel mit Zierfachwerk, 17. Jahrhundert | D-6-72-136-19 | BW             |
| Riedweg 43 (Standort)                                                   | Mariensäule                                                | Skulptur einer Maria auf Säule mit Pfalzenkapitell, Sandstein, 1890 | D-6-72-136-20 | BW             |
| Schenkgasse 23 (Standort)                                               | Wohnhaus                                                   | Eingeschossiger Satteldachbau mit hoher Sockelzone, Giebel mit Zierfachwerk, 18. Jahrhundert; hölzernes Hoftor, wohl 18./19. Jahrhundert Wirtschaftsgebäude, schmaler Pultdachbau, Fachwerk mit Ziegelausmauerung, Ende 19. Jahrhundert | D-6-72-136-21 | weitere Bilder |
| Auf dem Schlossberg (Standort)                                          | Burgruine Hunberg                                          | 1242 erbaute und 1248 zerstörte Anlage | D-6-72-136-26 | BW             |
| ()                                                                      | Wegkreuz                                                   | Kruzifix auf Postament mit Inschrift, Sandstein, bezeichnet „1865“; nicht nachqualifiziert | D-6-72-136-29 |                |
| Ümpfigstraße (Standort)                                                 | Bildstock                                                  | Rundbogenaufsatz mit Kreuzbekrönung und Figurennische, darin Bronzepietà, auf Rundsäule über Postament, Sandstein, bezeichnet „1661“ | D-6-72-136-22 | BW             |
| Wurmerich (Standort)                                                    | Kreuzschlepper                                             | Figur des Kreuz tragenden Christus, auf modernem Sockel, Sandstein, 18./19. Jahrhundert | D-6-72-136-24 | BW             |
| Wurmerich ()                                                            | Prozessionsaltar                                           | Frühes 19. Jahrhundert, das verwitterte Relief wohl 17. Jahrhundert | D-6-72-136-25 |                |
| Wurmerich (Standort)                                                    | Wegkreuz                                                   | Kruzifix auf Tischsockel mit abgeschrägter Platte, Sandstein, zweite Hälfte 19. Jahrhundert | D-6-72-136-16 | BW             |
| Wurmerich 13 (Standort)                                                 | Katholische Pfarrkirche St. Kilian                         | Östlicher, viergeschossiger Turm mit Spitzhelm, spätes 14. Jahrhundert, Sakristei im Kern um 1600, im Langhausneubau Teile des neuromanischen Vorgängerbaus von 1858; mit Ausstattung | D-6-72-136-23 | weitere Bilder |
| Wurmerich 13 (Standort)                                                 | Reste der Kirchhofbefestigung                              | Bruchsteinmauerwerk, wohl 17./18. Jahrhundert | D-6-72-136-23 | BW             |

### Haard
| Lage                                                                        | Objekt                                    | Beschreibung | Akten-Nr.     | Bild           |
| --------------------------------------------------------------------------- | ----------------------------------------- | --- | ------------- | -------------- |
| Albrecht-Merck-Straße 8 a (Standort)                                        | Katholische Filialkirche St. Bartholomäus | Saalbau mit eingezogenem Chor und Chorturm mit Spitzhelm, Sandsteinquaderbau, neuromanisch, 1868; mit Ausstattung | D-6-72-136-31 | weitere Bilder |
| Burgstraße 35 (Standort)                                                    | Ehemaliger Zehnthof, jetzt Gasthof        | Zweigeschossiger Satteldachbau mit massivem Erdgeschoss und verputztem Fachwerkobergeschoss, erste Hälfte 17. Jahrhundert, über älterem Kern                                                                                                   | D-6-72-136-33 | BW             |
| Burgstraße 35 (Standort)                                                    | Reste eines ehemaligen Wohnstallhauses    | | D-6-72-136-33 | BW             |
| Burgstraße 35 (Standort)                                                    | Hoftor                                    | Sandsteinpfeiler mit Resten der Umfassungsmauer, Bruchsteinmauerwerk, wohl 17./18. Jahrhundert | D-6-72-136-33 | BW             |
| Burgstraße 35 (Standort)                                                    | Kelleranlagen                             | | D-6-72-136-33 | BW             |
| Kreisstraße KG 20; Kreisstraße KG 17 (Standort)                             | Bildstock                                 | Reliefaufsatz mit Dreiecksgiebeldach, mit Darstellungen der Heiligen Dreifaltigkeit und Madonnenbüste, sowie Heiligen Wendelin und Sebastian als Seitenfiguren, auf Vierkantschaft über abgetrepptem Sockel, Sandstein, spätes 19. Jahrhundert | D-6-72-136-34 | BW             |
| Nähe Friedhofstraße (Standort)                                              | Friedhofskreuz                            | Kruzifix auf gebauchtem Tischsockel mit Inschrift, Sandstein, 18. Jahrhundert | D-6-72-136-32 | BW             |
| Nähe Nüdlinger Straße (Standort)                                            | Bildstock                                 | Blockaufsatz mit Reliefbild einer Herz-Jesubüste, darunter Inschrift, auf Vierkantschaft, Sandstein und Gussstein, um 1942 | D-6-72-136-38 | BW             |
| an der Gemarkungsgrenze zwischen Haard, Nüdlingen und Burghausen (Standort) | Flurkreuz                                 | Einfach gehauenes Steinkreuz, markiert die Gemarkungsgrenze zwischen Haard, Nüdlingen und Burghausen, Muschelkalk, 16. Jahrhundert; nicht nachqualifiziert                                                                                     | D-6-72-136-39 | BW             |
| Weingartenstraße (Standort)                                                 | Kreuzdachbildstock                        | Reliefaufsatz mit Darstellungen zweier Kleeblattkreuze, einer Inschrift, sowie einer leeren Figurennische, auf Rundsäule über Basisplatte, Muschelkalk, bezeichnet „1693“                                                                      | D-6-72-136-35 | BW             |
| Weingartenstraße (Standort)                                                 | Wegkreuz                                  | Kruzifix auf gebauchtem Sockel mit Inschrift, Sandstein, bezeichnet „1760“ | D-6-72-136-37 | BW             |
| Windheimer Pfad (Standort)                                                  | Wegkreuz                                  | Kruzifix auf Postament mit dachartig abgeschrägter Platte und Inschrift, Sandstein, um 1900 | D-6-72-136-36 | BW             |